# 전흥국민학교
전흥국민학교는 경상북도 의성군 옥산면에 있었던 국민학교이다.

## 연혁
- 1962년 4월 26일 옥전국민학교 전흥분교 설립 인가
- 1962년 9월 4일 전흥분교장 개교
- 일자미상 전흥국민학교 승격 인가
- 1969년 3월 1일 전흥국민학교 승격 분리
- 1992년 3월 1일 폐교 및 옥전국민학교 통폐합